# 小果蒲公英
小果蒲公英（学名：Taraxacum lipskyi）为菊科蒲公英属的植物。分布于哈萨克斯坦、吉尔吉斯斯坦以及中国大陆的新疆等地，生长于海拔1,200米至3,700米的地区，见于农田水边、荒漠草原区的低洼地、低山草原或河漫滩草甸，目前尚未由人工引种栽培。